# Hrabstwo Cleveland (Arkansas)

Piramida wieku hrabstwa

Hrabstwo Cleveland (ang. Cleveland County) – hrabstwo w stanie Arkansas w Stanach Zjednoczonych.
Obszar całkowity hrabstwa obejmuje powierzchnię 598.80 mil2 (1 551 km²). Według danych z 2010 r. hrabstwo miało 8 689 mieszkańców. Hrabstwo powstało 17 kwietnia 1873.

## Główne drogi
- U.S. Highway 63
- U.S. Highway 79
- U.S. Highway 167
- Highway 8
- Highway 11
- Highway 15 (teraz U.S. 63)
- Highway 35

## Sąsiednie hrabstwa
- Hrabstwo Grant, Hrabstwo Jefferson (północ)
- Hrabstwo Lincoln (wschód)
- Hrabstwo Drew (południowy wschód)
- Hrabstwo Bradley (południe)
- Hrabstwo Calhoun (południowy zachód)
- Hrabstwo Dallas (zachód)

## Miasta i miejscowości
- Kingsland
- Rison

## CDP
- New Edinburg
- Rye
- Staves
- Woodlawn